# Emperor of China
Emperor of China is een Indonesische submariene vulkaan in de Bandazee.